# 標誌盜竊
道路交通標誌盜竊案的發生意味著道路交通標誌的丟失或被盜。通常這些被盜的標誌是被當作裝飾，有時也是為了逃避罪責（辯稱犯法時標誌根本不在）。道路交通標誌盜竊雖然看似隨機，但一些標有奇怪地名的標誌更多被盜。雖然部份肇事者認為那只是惡作劇，但盜竊道路交通標誌會為有關地方或道路使用者帶來金錢損失、不便甚至危險。通常在美國，每個遺失的標誌要花費100至500美元更換。流行文化有時是標誌盜竊的催化劑。除此以外一些包含特殊政治含义的标志也会成为标志盗窃的目标，比如奥斯维辛集中营大门显示的“劳动带来自由”曾多次被盗，当地警方经过调查后认定为是一新纳粹组织所为。

## 盜竊的目標

瑞典的麋鹿警告標誌
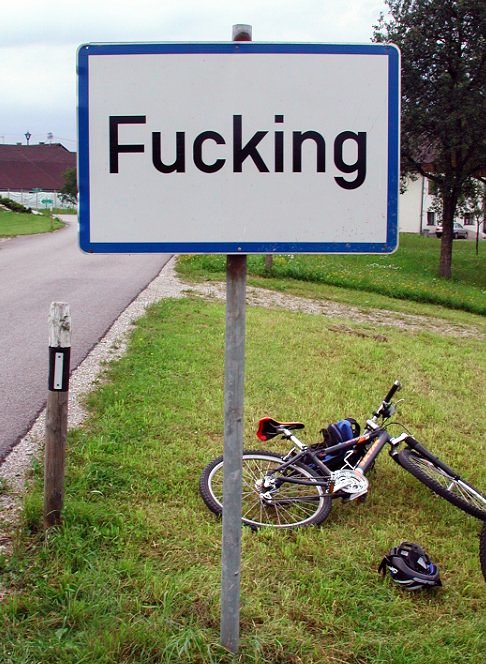
奧地利富金（Fucking）一個標示鎮名的路牌
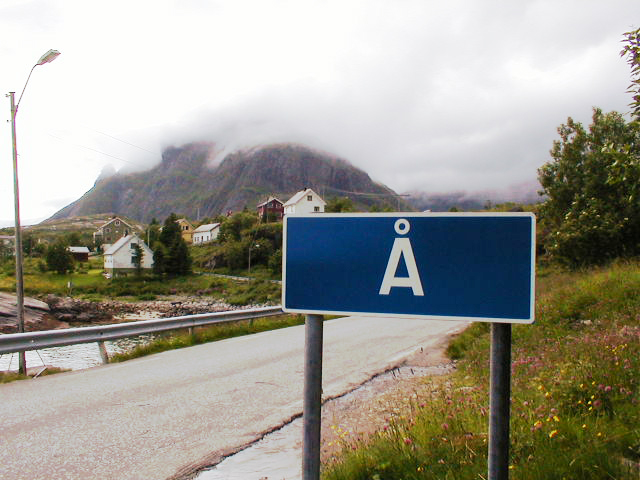
挪威奧鎮（Å）一個標示鎮名的路牌
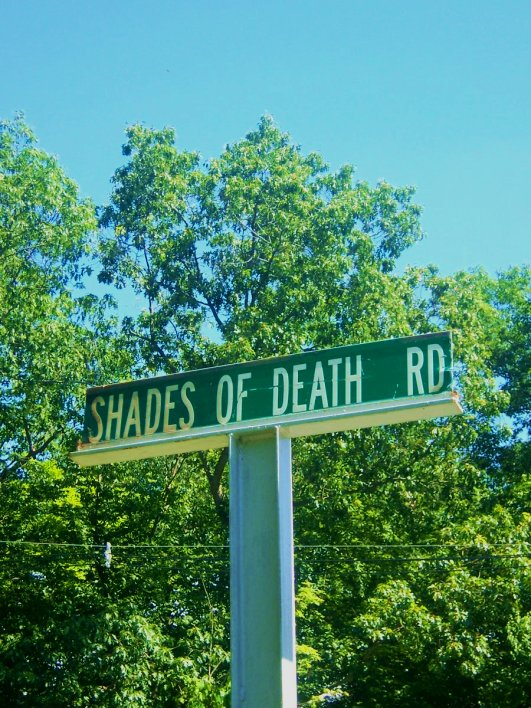
美國新澤西州沃倫縣死亡陰影路（Shades of Death Road）一懸掛在鋼製工字樑上的路牌
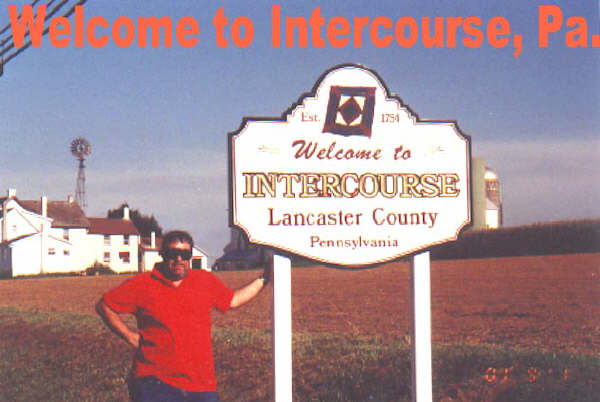
「歡迎蒞臨因特考斯（Intercourse）」，美國賓夕法尼亞州
69号州际公路的標誌
位於美國印第安納州韋爾斯縣69号州际公路標誌
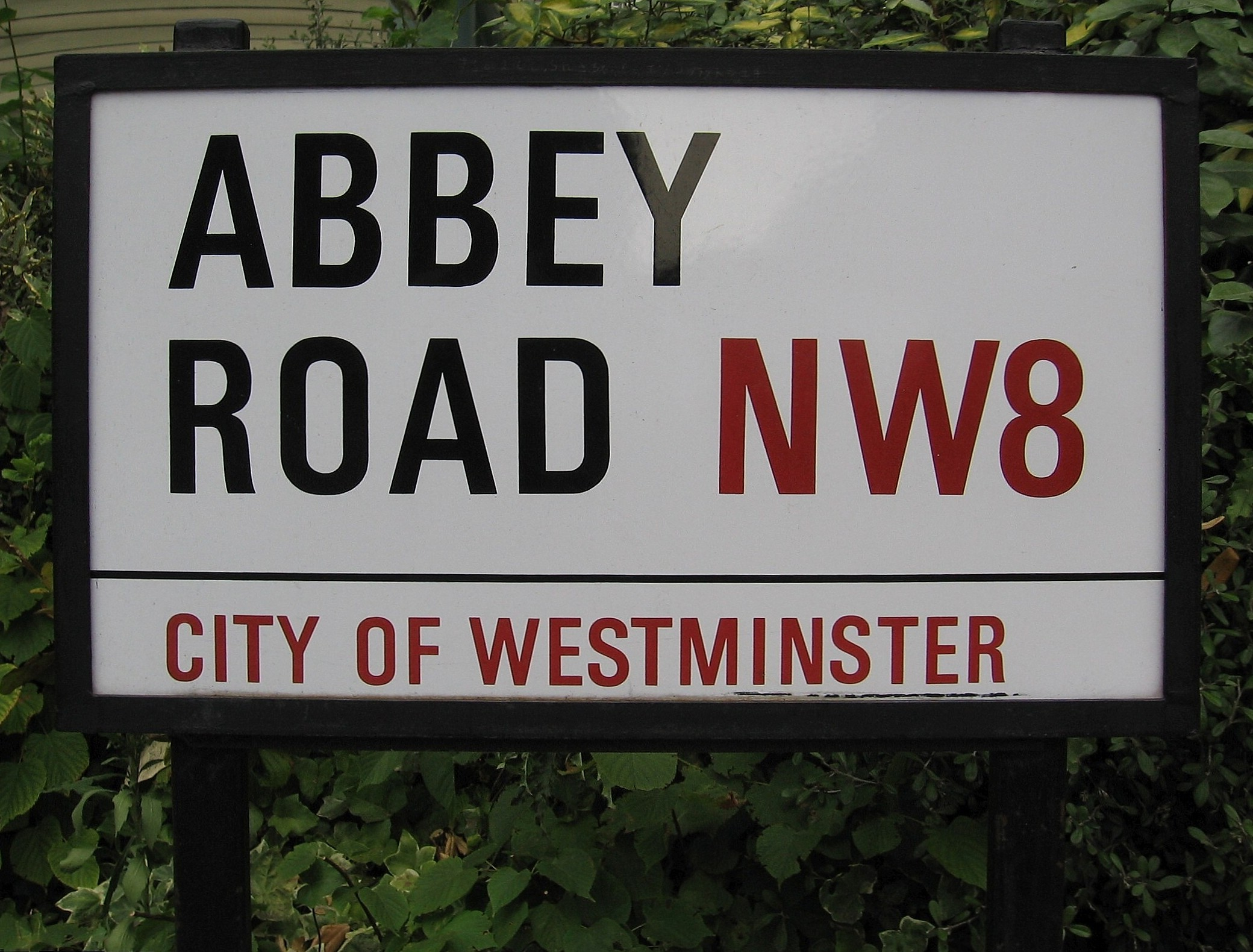
英國倫敦西敏市阿比路的路牌
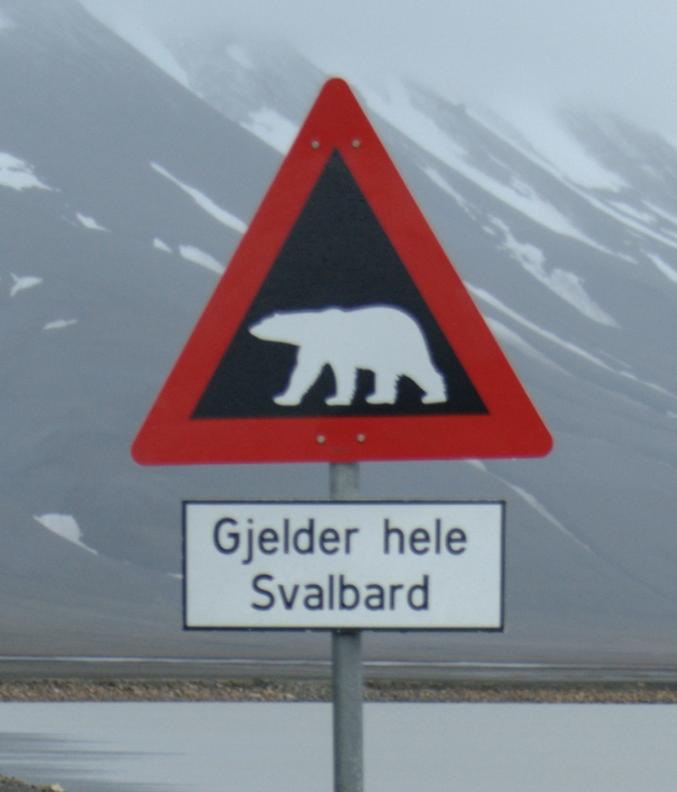
挪威的斯匹茲卑爾根群島上的警告標誌，北極熊圖案的下方寫著「於整個（出沒）」